# Максима Горького (Суходольское сельское поселение)
Максима Горького — поселок в Среднеахтубинском районе Волгоградской области России.
Входит в состав Суходольского сельского поселения.

## География
В посёлке имеются три улицы — Речная, Зеленая и Садовая.

## Население
| 2010 |
| ---- |
| 21   |